# Il sonno della ragione genera mostri (Guttuso)
Il sonno della ragione genera mostri è un dipinto ad acquarello del pittore italiano Renato Guttuso. Fu eseguito per un numero speciale del settimanale L'Espresso del 17 agosto 1980, dedicato alla strage di Bologna, e riprodotto sulla copertina. Guttuso dette all'opera lo stesso titolo dell'incisione di Francisco Goya Il sonno della ragione genera mostri ed aggiunse la data della strage, 2 agosto 1980, unico riferimento al fatto specifico, vicino alla firma dell'autore. La tavola originale ha la sua sede nel Museo Guttuso.
Raffigura un essere mostruoso, come quelli dell'incubo di Goya, con sembianze da uccello e corpo di uomo, denti aguzzi, occhi sbarrati e di fuoco, la testa rivolta verso la sinistra di chi guarda, muscoli e testa piccola, dei serpenti sul torso; il mostro ha un pugnale nella mano destra e una bomba a mano nella sinistra, e colpisce alcuni corpi morti o morenti, sopra i quali sta a cavalcioni; intorno vi sono mani e pugni chiusi, il tutto in stile guttusiano, convulso e astratto che richiama vagamente la Guernica di Picasso.